# Великий магистр артиллерии
Великий магистр артиллерии (фр. grand maître de l'artillerie) — один из высших чинов короны Франции в XVI — XVIII веках. Соответствовал чину генерал-фельдцейхмейстера в армиях германских государств и Российской империи.

## История должности
Должность магистра артиллерии появилась в 1291, когда Филипп IV Красивый назначил Гильома де Дурдана магистром артиллерии Лувра. В XIII веке термином артиллерия обозначались метательные машины, которые, как и прочие технические приспособления, находились в ведении великого магистра арбалетчиков. В XIV столетии на вооружение были приняты огнестрельные орудия, доказавшие свою эффективность во время войны Сен-Сардо, и в 1344 11-й преемник Дурдана Жан де Лион уже именовался высшим магистром (souverain maître); его сын Миле де Лион носил звание главного магистра и смотрителя артиллерии короля (maître général et visiteur de l'attillerie du rois) в 1378, а 18-й преемник Миле де Лиона Жан Шолле в 1477 получил должность верховного магистра артиллерии Франции (maître en chef de l'attillerie de France).
Пост великого магистра арбалетчиков оставался вакантным с 1463, а в 1515 Франциск I создал должность великого магистра артиллерии, которому в 1534 были подчинены и остатки корпуса арбалетчиков. В 1601 Генрих IV специально для Сюлли, проводившего масштабную реформу, учредил титул великого магистра и главного капитана артиллерии Франции (grand maître et capitaine général de l'artillerie de France). Ведомство великого магистра было в 1572 переведено из Лувра в парижский арсенал, и состояло из бальи, главного заместителя, прокурора короля и секретаря. С 1552 по 1636 была создана централизованная система управления, состоявшая из сюринтенданта пороха и селитры, главного комиссара и провинциальных заместителей. Все эти должности были упразднены в 1703. 
В обязанности великого магистра входили инспекция артиллерии и производства пороха, а также верховное руководство всеми военными работами, как на маршах, так и при осадах. Если город был взят при помощи артиллерии, то все церковные колокола, утварь и инструменты из меди или другого металла являлись законной добычей великого магистра артиллерии, и должны были выкупаться жителями за сумму, пропорциональную их стоимости. Это правило не действовало только в том случае, если в условиях капитуляции специально оговаривалась его отмена. 
При посещении великим магистром любого места, где размещалась артиллерия, в его честь давалось по пять орудийных залпов при входе и выходе. Для обозначения должности на его гербе под щитом располагались два орудия. 

## Магистры и главные магистры артиллерии
- 1436—? — Луи Тристан Лермит
- 1439—1463 — Жан Бюро
- 1463—1469 — Гаспар Бюро (с 1444 заместитель)
- 1469 — Элион Легруан де Ламот
- 1469—1472 — Луи Басте де Крюссоль
- 1472—1473 — Гобер Кадьо
- 1473—1477 — Гильом Бурнель, сеньор де Ламберкур
- 1477—1479 — Жан Шоле, сеньор де ла Шолетьер
- 1479 — Гильом Пикар, сеньор д'Этелан
- 1479—1493 — Жак Ришар де Женуйяк, сеньор де Брюссак (ум. 1493)
- 1493—1495 — Ги де Лозьер, сеньор де Монтрёй
- 1495—1501 — Жан де Лагранж, сеньор де Вьей-Шатель
- 1501—1504 — Жак де Сийи, сеньор де Лонгре
- 1504—1512 — Поль де Бюссерад, сеньор де Крепи
- 1512—1515 — Жак Гальо де Женуйяк, сеньор де Брюссак (1465—1546)

## Великие магистры артиллерии
- 1515 — Антуан де Лафайет, сеньор де Понжибо (великий магистр артиллерии по ту сторону гор)
- 1515—1524 — Жан, маркиз де Поммерёй, сеньор дю Плесси-Брион (ум. 1524) (великий магистр артиллерии в Миланском герцогстве и по ту сторону гор)
- 1515—1546 — Жак Гальо де Женуйяк (1465—1546)
- 1546—1547 — Жан де Те (ум. 1553)
- 1547—1550 — Шарль I де Коссе, граф де Бриссак (1507—1563), маршал Франции
- 1550—1567 — Жан I д'Эстре, барон де Кёвр (1486—1571)
- 1567—1569 — Жан Бабу де Лабурдезьер, сеньор де Сагонн (1511—1569)
- 1569—1578 — Арман де Гонто, барон де Бирон (1524—1592)
- 1578—1596 — Филибер де Ла Гиш
- 1596—1597 — Франсуа д'Эпине, сеньор де Сен-Люк (1554—1597)
- 1597—1599 — Антуан IV д'Эстре, маркиз де Кёвр (ок. 1529—1609)
- 1599—1610 — Максимильен I де Бетюн, маркиз де Рони, герцог де Сюлли (1559—1641)
- 1610—1634 — Максимильен II де Бетюн, маркиз де Рони, принц д'Анришмон (1588—1634)
- 1622—1629 — Анри, граф де Шомберг, маршал Франции (и. о.)
- 1629—1632 — Антуан Коэфье де Рюзе, маркиз д'Эффиа (1581—1632), маршал Франции (и. о.)
- 1634—1648 — Шарль де Лапорт, маркиз де Ламейере (1602—1664), маршал Франции
- 1648—1669 — Арман Шарль де Лапорт, герцог де Ламейере, де Майен и де Ретелуа-Мазарини (1632—1713), пэр Франции
- 1669—1685 — Анри де Дайон, герцог де Люд (ок. 1622—1685)
- 1685—1694 — Луи де Креван, герцог д'Юмьер (1628—1694)
- 1694—1736 — Луи Огюст де Бурбон, герцог дю Мен (1670—1736)
- 1736—1755 — Луи Шарль де Бурбон, граф д'Э (1701—1775)

В 1755 должность упразднена Людовиком XV. Функции великого магистра артиллерии перешли к военному министру, назначавшему первых генеральных инспекторов для надзора над артиллерией.